# 呼び込み君

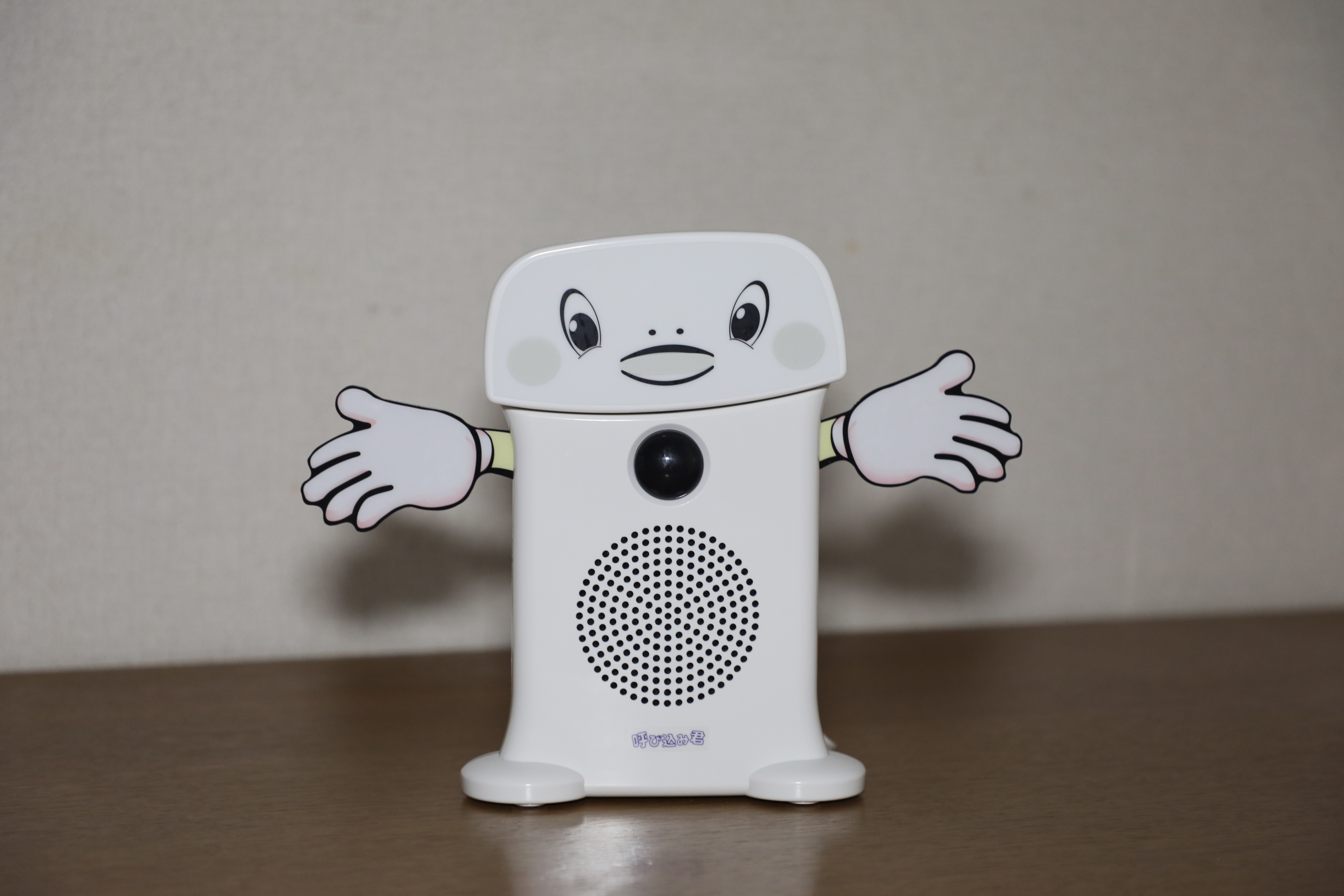
呼び込み君 (MC-F06)

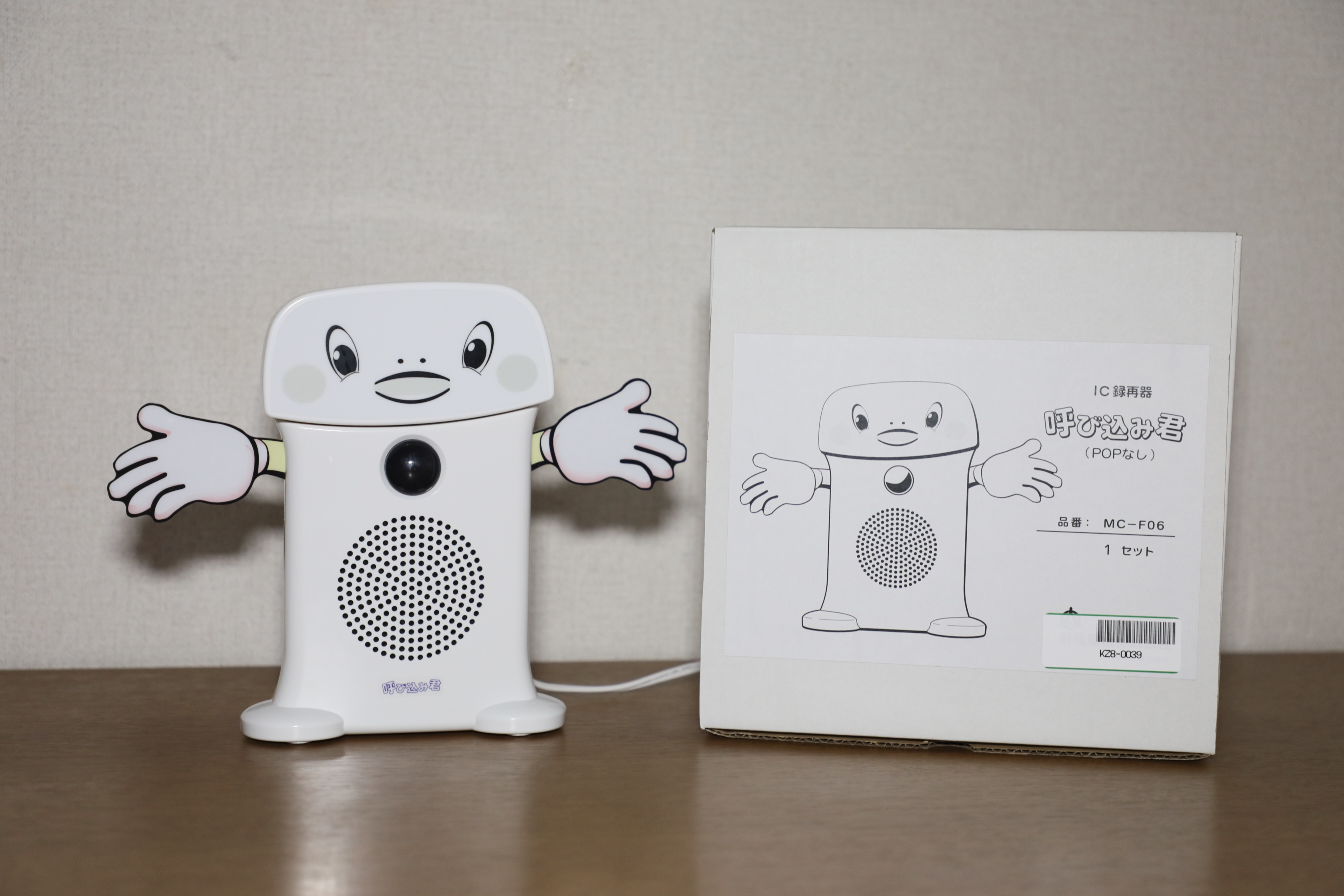
呼び込み君本体と梱包箱

呼び込み君（よびこみくん）は、群馬電機が販売するメモリー式の音声POP（音声ポップ、録音再生器）で、同社の登録商標（第4423682号）である。スーパーマーケットの総菜売り場などの個別の販売コーナーで販売促進するための商品案内の自動再生に、それまで使用されてきたカセットテープ式が耐久性に劣るため、これに代わるものとして2000年に開発された。2018年時点で4万台が出荷されている。

## 概要
事前に録音した商品説明などの音声や専用BGMの再生、およびそれらの同時再生ができ、内蔵された人感センサーにより来場者の動きと連動させることも可能となっている。
商品棚に置くことが想定されており、キャラクターを模して手の装飾が施されている。また、顔の部分はそのまま目と口が描かれているタイプと、「いらっしゃいませ」「お買い得品」などのLED式ポップを付けられるタイプの2種類が存在する。

## 専用BGM
店舗が著作権を気にせずBGMを再生できるようにするため、専用メロディを抜き差しできるメモリーカードにて提供している。専用メロディは同じ群馬県内の地元向けコマーシャルソングの制作を行う企画会社の人物が作曲したもので、標準で用意されているのはボサノバ調の「No.2」およびアップテンポ調の「No.4」の2曲である。このうち「No.4」は、インターネット上において「ポポーポポポポ」などの表現で話題となり、着メロが配信されるまでに至った。
音楽配信事業を手がけるUSENの北澤伸二は「安っぽさを感じる音楽と陳列されているお買い得商品が、『呼び込み君=安い商品』として印象づけられ拡販に結びついているのではないか」と分析している。
また、社会人野球の応援歌としても使用されており、2022年開催の第47回社会人野球日本選手権大会では同大会に出場した四国銀行硬式野球部が本BGMを使用している。
なお、「No.4」の曲は2022年9月1日付けで音の商標として登録されている（登録番号・第6608744号）。

## スーパーサウンド『呼び込み君』ミニ

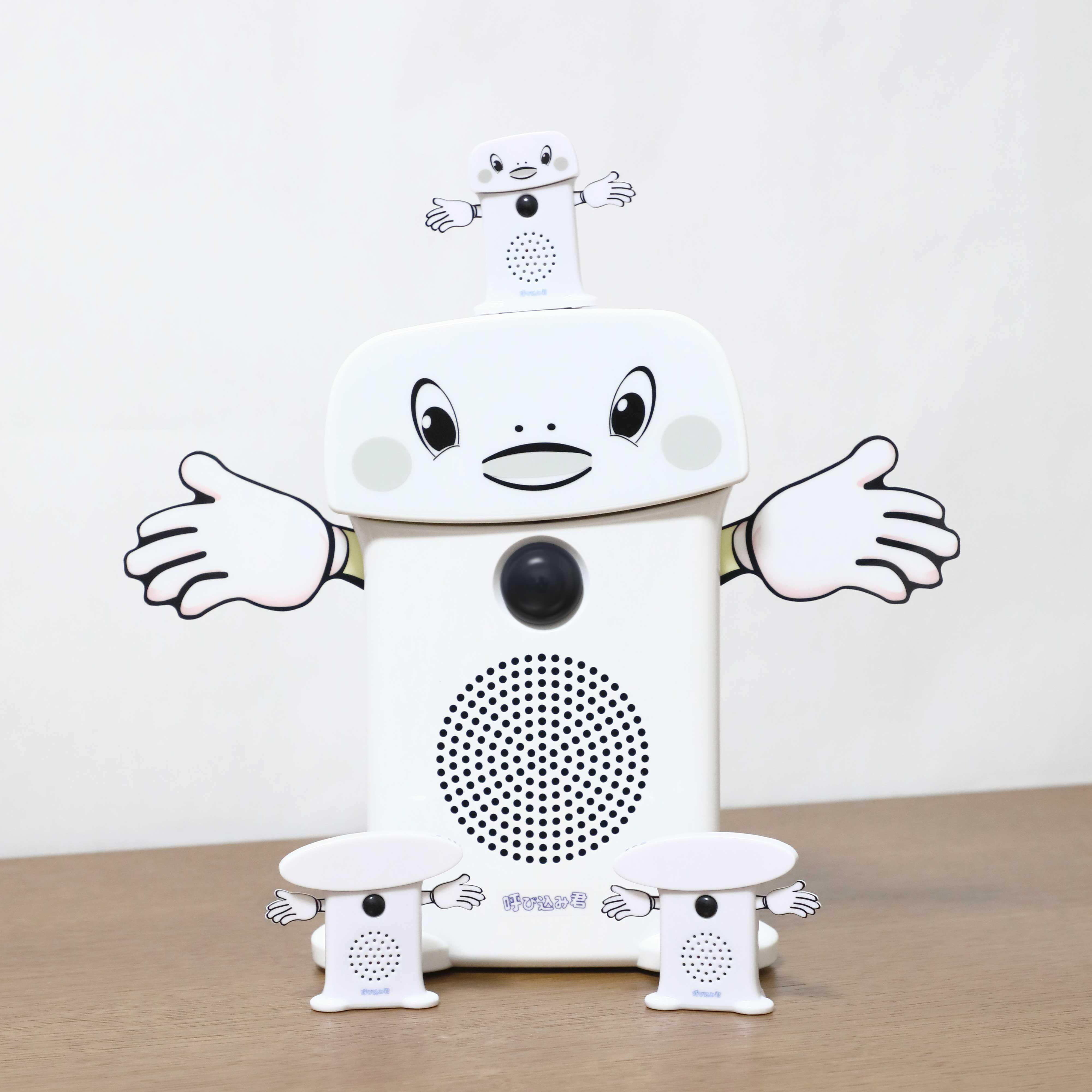
呼び込み君本体とミニの対比。

2021年12月より、本製品をモチーフにしたおもちゃ（ミニトイ）が青島文化教材社より発売。全長約53ミリメートルで、ボタンを押すと前述のBGM「No.4」（約20秒の編集版）が流れるというもので、録音機能などは付いていない。
本物同様に顔を付属の文字パネルに交換することができ、シールを貼ることによって「いらっしゃいませ」「今、売れてます」などの計5種類のメッセージを表示させることができる。なお、同年5月の「第59回静岡ホビーショー」にて製品化が発表された際は、カプセルトイとして発売される予定だった。
また、群馬電機オリジナル仕様として収録シールやパッケージが若干異なるモデルや、第60回静岡ホビーショーの開催を記念した赤一色および青一色成型のイベント限定バージョンも発売された。

### スーパーサウンド『呼び込み君』ミニ DX
2023年2月にボサノバ調のBGMである「No.2」を追加した「スーパーサウンド『呼び込み君』ミニ DX」が発売。基本仕様や20秒間の演奏時間は不変となるが、背面に切り替えスイッチが追加され、パッケージもブリスターパックから箱入りに変更された。  このほか、ドン・キホーテ限定バージョンとして、DX収録曲の「No.2」を「ミラクルショッピング」に置き換えた「ドンキオリジナルVer.」も発売。パネルシールにドン・キホーテロゴが追加されている。なお、パッケージは無印と同じブリスターパックでの発売だった。
さらに新業態として「ドミセ」が設立。それと同時に登場したドミセ限定バージョンの黒色も登場している。これもブリスターで発売された。

## メディア登場
リズムアクションゲーム『D4DJ Groovy Mix』
2020年10月31日より、事前登録者50万人突破記念報酬楽曲として「呼び込み君 No.4」DJアレンジ版を収録。また、出演声優の愛美と西尾夕香によるアカペラバージョンを収録した実機「呼び込み君 D4DJコラボモデル」の抽選プレゼント企画も行われた。
アニメ『ちいかわ』
2023年2月3日放送の第44話「寝起きの体操」において、ちいかわ達がスクリーンに映った呼び込み君の動きとそのBGMに合わせて体操するシーンが登場。